# The Trilogy
The Trilogy è la prima raccolta del cantante statunitense Luke Combs, pubblicato nel 2021.

## Descrizione
Uscita esclusivamente in un vinile 10", contiene le tre canzoni dedicate alla moglie, Nicole Hocking, inerenti alle tre fasi della loro relazione (rispettivamente: innamoramento, fidanzamento, matrimonio).

## Tracce
1. Beautiful Crazy (A1)
2. Better Together (A2)
3. Forever After All (B1)